# Maarika Võsu
Maarika Võsu, née le 7 juin 1972 à Tartu, est une escrimeuse estonienne. Elle pratique l'épée en compétition.

## Carrière
Médaillée de bronze avec l'équipe d'Estonie aux championnats du monde 1995, elle se qualifie pour les JO de 1996 à Atlanta où son équipe se classe cinquième. Elle prend la dix-huitième place en individuel.
Il lui faut attendre six ans pour obtenir à nouveau des résultats : d'abord avec l'équipe nationale, qui glane une médaille d'argent aux championnats du monde 2002 au terme d'une finale perdue contre la Hongrie. En 2003, Võsu s'incline en finale des championnats d'Europe de Bourges contre la Russe Tatiana Logunova. Elle retrouve son adversaire en finale, et doit s'incliner de nouveau. Sa dernière médaille internationale est remportée en 2005 aux championnats du monde de Leipzig : l'argent en individuel, après une nouvelle finale perdue contre Danuta Dmowska. Maarika Võsu est nommée personnalité sportive estonienne de l'année la même année et décorée de l'ordre de l'Étoile blanche d'Estonie de 4e classe.

## Palmarès
- Championnats du monde d'escrime
  -  Médaille d'argent aux championnats du monde d'escrime 2005 à Leipzig
  -  Médaille d'argent aux championnats du monde d'escrime 2002 à Lisbonne
  -  Médaille de bronze aux championnats du monde d'escrime 1995 à La Haye

- Championnats d'Europe d'escrime
  -  Médaille d'argent aux championnats d'Europe d'escrime 2003 à Bourges
  -  Médaille d'argent par équipes aux championnats d'Europe d'escrime 2003 à Bourges

## Distinctions
- Ordre de l'Étoile blanche d'Estonie de 4e classe